# Harald zur Hausen

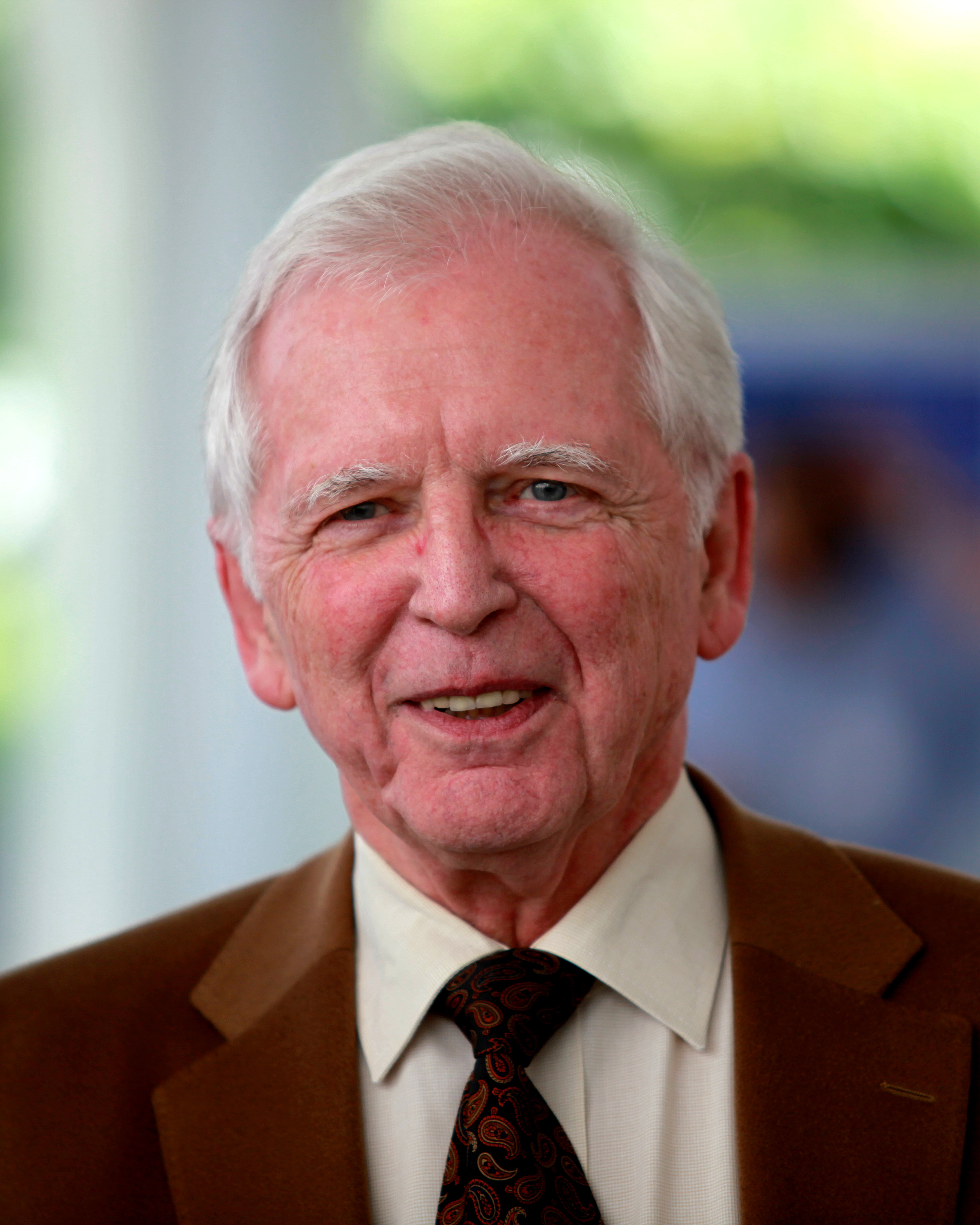
Harald zur Hausen (2010)

Harald zur Hausen (* 11. März 1936 in Gelsenkirchen; † 29. Mai 2023 in Heidelberg) war ein deutscher Mediziner. 2008 wurde ihm, gemeinsam mit Françoise Barré-Sinoussi und Luc Montagnier der Nobelpreis für Physiologie oder Medizin für die Entdeckung zuerkannt, dass humane Papillomviren (HPV) Gebärmutterhalskrebs verursachen können.

## Leben
Zur Hausen legte 1955 das Abitur am Gymnasium Antonianum in Vechta ab. Er studierte Medizin an der Universität Bonn, der Universität Hamburg sowie der Universität Düsseldorf und wurde 1960 in Düsseldorf promoviert. Anschließend arbeitete er zunächst zwei Jahre als Medizinalassistent und danach drei Jahre als wissenschaftlicher Assistent am Institut für medizinische Mikrobiologie der Universität Düsseldorf. Es folgten dreieinhalb Jahre an den Virus Laboratories des Children’s Hospital of Philadelphia. Zur Hausen war zudem Assistant Professor an der University of Pennsylvania. 1969 habilitierte er sich an der Universität Würzburg, wo er am Institut für Virologie arbeitete. 1972 wurde er als Professor auf den neu gegründeten Lehrstuhl für Klinische Virologie an der Universität Erlangen-Nürnberg berufen, 1977 folgte er einem Ruf auf den Lehrstuhl für Virologie und Hygiene an die Universität Freiburg.
Von 1983 bis 2003 war Harald zur Hausen Vorsitzender und Wissenschaftliches Mitglied des Stiftungsvorstands des Deutschen Krebsforschungszentrums (DKFZ) in Heidelberg. Unter zur Hausens Führung erweiterte das Krebsforschungszentrum, das über keine klinische Bettenabteilungen verfügt, erheblich seine Zusammenarbeit mit einzelnen Universitätskliniken: So genannte Klinische Kooperationseinheiten sichern die Verzahnung von Grundlagenforschung und klinischer Medizin, um Forschungsergebnisse so schnell wie möglich in die Praxis zu übertragen.
Von 2007 bis 2011 gehörte zur Hausen dem Wissenschaftlichen Beirat des Zukunftskollegs der Universität Konstanz an.
Zur Hausen war bis Ende 2010 Chefredakteur des International Journal of Cancer.
Seit 1993 war er mit der Biologie-Professorin Ethel-Michele de Villiers verheiratet, die ebenfalls am Deutschen Krebsforschungszentrum arbeitet. Zur Hausen hatte drei Söhne aus erster Ehe. Bis zu seinem Tod lebte er mit seiner Frau in Heidelberg.

## Forschungsgebiete
Zur Hausens spezielles Forschungsgebiet war die Entstehung von Krebsarten aus Virusinfektionen. Bereits 1976 publizierte er die Hypothese, dass humane Papillomviren (Warzenviren) eine Rolle bei der Entstehung von Gebärmutterhalskrebs (Zervixkarzinom) spielen. Dieser Verdacht wurde bald experimentell untermauert und wissenschaftlich belegt. Anfang der 1980er Jahre konnte er mit seiner Arbeitsgruppe erstmals die Typen HPV 16 und HPV 18 des humanen Papillomvirus aus an Gebärmutterhalskrebs erkranktem Gewebe isolieren. Die Entdeckung des Auslösers der bei Frauen dritthäufigsten Krebserkrankung eröffnete völlig neue Perspektiven der Vorbeugung und Behandlung und führte letztlich zur Entwicklung von HPV-Impfstoffen, die seit 2006 verfügbar sind.
Zur Hausen befasste sich auch mit der Frage, ob durch Rindfleisch- und Milchkonsum beim Menschen Krebs induziert werden kann (Bovine Meat and Milk Factors): „Das war der Ausgangspunkt der Idee, dass bei Tieren auch solche Virusinfektionen vorliegen könnten, die bei ihnen selbst nicht kanzerogen sind, die aber, wenn sie auf den Menschen übertragen werden, unter Umständen Krebs auslösen können.“ Zur Hausen forschte bis ins hohe Alter an Erregern, die mit der Entstehung von Brust- und Darmkrebs in Verbindung stehen können.

## Ehrungen und Auszeichnungen

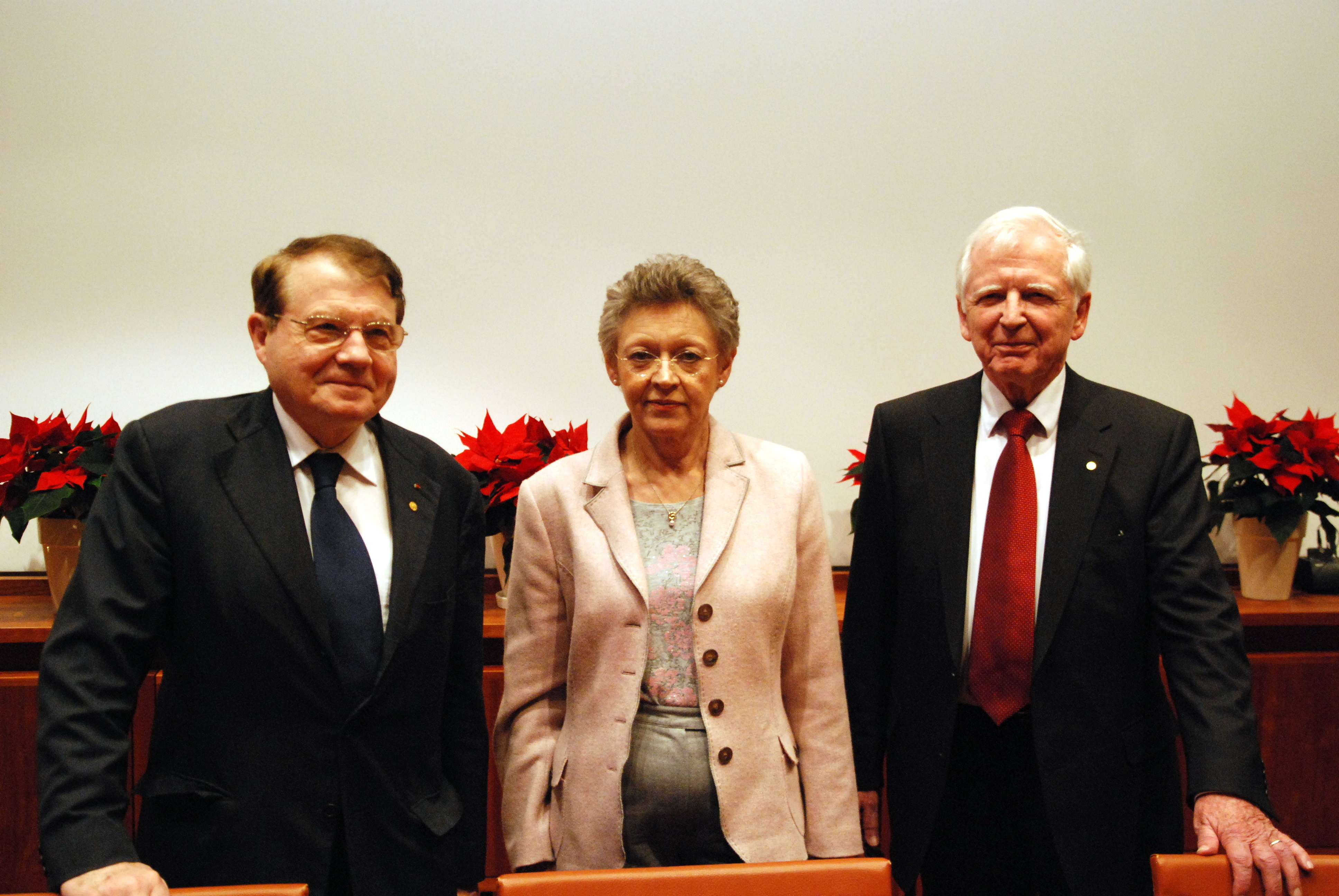
Luc Montagnier, Françoise Barré-Sinoussi und Harald zur Hausen während der Nobelwoche am Karolinska-Institut

2008 wurde Harald zur Hausen für die Entdeckung, dass humane Papillomviren Gebärmutterhalskrebs verursachen, eine Hälfte des Nobelpreises für Physiologie oder Medizin zuerkannt. Die andere Hälfte des Preises wurde den französischen Virologen Luc Montagnier und Françoise Barré-Sinoussi für die Entdeckung des AIDS-verursachenden HI-Virus zuteil.
Für seine fachlichen Leistungen wurde Harald zur Hausen ferner mit zahlreichen weiteren Preisen ausgezeichnet, u. a. mit dem Robert Koch-Preis (1975), dem Charles S. Mott Prize der General-Motors Krebsforschungs-Stiftung (1986), dem Deutschen Krebspreis (1986), dem Paul-Ehrlich-und-Ludwig-Darmstaedter-Preis (1994), der Behring-Lecture der Philipps-Universität Marburg (1994), dem Ernst Jung-Preis und der Jacob-Henle-Medaille (1996), dem Charles Rodolphe Brupbacher Preis für Krebsforschung gemeinsam mit George Klein (1999), dem Arthur-Burkhardt-Preis (2001), dem Prinz-Mahidol-Preis (2005), dem William B. Coley Award (2006), dem Raymond Bourgine Award (2006), der Loeffler-Frosch-Medaille (2007), dem Deutsche Krebshilfe Preis (2007), der Johann-Georg-Zimmermann-Medaille (2007), dem Warren Alpert Foundation Prize (2007), dem Gairdner Foundation International Award (2008), dem „Award for Lifetime Achievement in Cancer Research“ der American Association for Cancer Research (2008), dem Tsungming-Tu-Preis (2011) und dem Ernst Wertheim Preis (2012).
Ihm wurden (mindestens) 30 Ehrendoktorwürden verliehen, unter anderem der Universitäten Chicago (USA), Umeå (Schweden), Prag (Tschechien), Salford (England), Helsinki (Finnland), Erlangen-Nürnberg, Würzburg, Jerusalem und der Nationalen Pädagogischen Dragomanov-Universität (Kiew). Er war neben anderen Organisationen Mitglied der US-amerikanischen National Academy of Sciences, ab 1986 ordentliches Mitglied der Heidelberger Akademie der Wissenschaften, ab 1987 Mitglied und von 2003 bis 2009 Vizepräsident der Akademie der Naturforscher Leopoldina. 1990 wurde er als ordentliches Mitglied in die Academia Europaea aufgenommen. 1998 wurde er Mitglied der American Philosophical Society. 2017 wurde er zum Fellow der American Association for the Advancement of Science gewählt. Im April 2004 wurde ihm das Große Bundesverdienstkreuz verliehen. 2006 erhielt Harald zur Hausen die Verdienstmedaille des Landes Baden-Württemberg. Am 4. November 2008 wurde er zum Ehrenbürger der Gemeinde Wald-Michelbach ernannt, wo er lebte. Gleichzeitig wurde ihm auch der Titel Botschafter der Bergstraße verliehen. Im Oktober 2017 verlieh ihm auch die Stadt Heidelberg die Ehrenbürgerwürde. Ab 2009 war er Ehrenmitglied der Deutschen Gesellschaft für Hämatologie und Medizinische Onkologie.
Am 6. April 2009 wurde zur Hausen von Bundespräsident Horst Köhler im Schloss Bellevue mit dem Großen Bundesverdienstkreuz mit Stern des Verdienstordens der Bundesrepublik Deutschland ausgezeichnet.
Vom 1. Januar bis zum 1. Juli 2010 war Harald zur Hausen als Nachfolger von Dagmar Schipanski als ehrenamtlicher Präsident der Deutschen Krebshilfe tätig. Von Anfang Januar 2014 bis Ende Januar 2017 war er ferner Vorsitzender des Stiftungsrates der Paul Ehrlich-Stiftung, die den Paul-Ehrlich-und-Ludwig-Darmstaedter-Preis vergibt.
Am 1. Juli 2020 wurde er mit dem Verdienstorden des Landes Nordrhein-Westfalen ausgezeichnet.

## Schriften (Auswahl)
- Gegen Krebs – die Geschichte einer provokativen Idee. Rowohlt Verlag, Hamburg 2010, ISBN 978-3-498-03001-8 (Rezension:[22]).
- Was tun gegen Krebs? Audio-CD, 76 Minuten. Konzeption und Regie: Klaus Sander. Erzähler: Harald zur Hausen. Supposé, Berlin 2008, ISBN 978-3-932513-84-8.
- Infections Causing Human Cancer. Wiley-VCH, Weinheim 2006, ISBN 978-3-527-31056-2.
- Genom und Glaube. Der unsichtbare Käfig. Springer, Berlin 2001.
- Papillomviren als Krebserreger. In: Geburtshilfe und Frauenheilkunde Band 58, Nr. 6 (1998), S. 291–296.[23] (PDF)